# هری برنارد
هَری برنارد (انگلیسی: Harry Bernard؛ ‏ ۱۳ ژانویهٔ ۱۸۷۸ – ۴ نوامبر ۱۹۴۰) بازیگر اهل ایالات متحده آمریکا بود.
از فیلم‌هایی که وی در آن نقش داشته‌است، می‌توان به لفینگ گریوی، بندرگاه قدیمی!، به‌سوی غرب، روح زنده، جای خواب، نخاله‌ها در دریا، نان روزانه ما، آواز یاغی، دختر کولی، روز عالی، چرخش زمان، یک افتضاح حسابی، راگلزهای رد گپ، ساده‌لوح در آکسفورد، گشت نیمه‌شب، ما را ببخشید، آزادی، آن همسر من است، اشتباه دوباره، عشق بز، مأموران دریافت قسط، پسران صحرا، روابط ما، راه شیری، سایه، باد بسامان، دو ملوان، مردان نبرد، ژنرال اسپنکی و شب‌زنده‌داران اشاره کرد.